# Marc Mazza
Marc Mazza (bürgerlich Marc Mazzacurati; * 18. April 1938 in Paris) ist ein französischer Schauspieler und Unternehmer.
Mazza begann seine darstellerische Karriere 1963 und spielte bis 1975 regelmäßig in Filmen, wo er durch intensives Spiel und seine Glatze auffiel. Später war er noch gelegentlich aktiv, nachdem er 1974 eine Kosmetikfirma gegründet hatte, die er bis 2003 führte.

## Filmografie (Auswahl)
- 1964: Wie Raubkatzen (Les Félins)
- 1970: Der aus dem Regen kam (Le Passager de la pluie)
- 1971: Die Hölle am Ende der Welt (Popsy Pop)
- 1972: Das Attentat (L’attentat)
- 1972: Drei Vaterunser für vier Halunken (Il grande duello)
- 1973: Mein Name ist Nobody (Il mio nome è Nessuno)
- 1974: Das Gespenst der Freiheit (Le Fantôme de la liberté)
- 1979: James Bond 007 – Moonraker – Streng geheim (Moonraker)
- 1981: Der Maulwurf (Espion, lève-toi)